# Zsófia Torma
Zsófia Torma   (Cristeștii Ciceului, 27 de setembre de 1832 - Orăștie, 14 de novembre de 1899) va ser una arqueóloga, antropóloga i paleontóloga hongaresa.
Va néixer a Csicsókeresztúr, al comtat de Beszterce-Naszód, d'Àustria-Hongria (avui Cristeștii Ciceului, Comtat de Bistrițun-Năsăud, a Romania). La seva educació va ser majoritàriament autodidacta.
El 1875, en unes excavacions al comtat de Hunyad, va trobar uns objectes d'argila amb inscripcions i lletres desconegudes que van esdevenir un gran descobriment arqueològic. També va trobar artefactes d'entre 6.000 i 7.000 anys d'antiguitat a Turda, Transsilvània, pertanyents a la Cultura de Vinča, alguns d'ells recoberts d'escriptura Vinča.
El seu treball més conegut, l'Ethnographische Analogien, va ser publicat a Jena l'any 1894.
Va tenir un paper important en la fundació del Museu Nacional d'Història de Transsilvània de Kolozsvár (actualment Cluj-Napoca), al qual va deixar la seva col·lecció arqueològica en el seu testament. El 24 de maig de 1899 va ser la primera dona en esdevenir doctora honoris causa de la Universitat Ferencz József Tudomány Egyetem Bölcsészeti de Kolozsvári, actualment la Universitat Babeş-Bolyai.
Va morir a Szászváros (actualment Orăştie) l'any 1899.